# Lampides aetherialis
Lampides aetherialis är en fjärilsart som beskrevs av Butler 1884. Lampides aetherialis ingår i släktet Lampides och familjen juvelvingar. Inga underarter finns listade i Catalogue of Life.